# Лодейная (губа)
Лодейная — губа на Мурманском берегу Кольского полуострова, на Баренцевом море.
Вероятно всего получили свое название потому, что в них мореплаватели находили удобные стоянки для лодей. Об этом сообщают и описания Ф. П. Литке, М. Рейнеке, и лоции, и рассказы поморов.

## Географическое расположение
Губа Лодейная расположена к востоку от Кольского залива, на северной части Кольского полуострова, является частью Териберской губы, расположена во внутренней, западной её части. Рядом также располагается губа Корабельная (Орловка).

## Описание
Губа Лодейная вытянута с севера на юг, берега залива более пологие, в отличие от берегов Териберской губы. В южной части губы берега сложены песчаными наносами, образующими пляжи и осушки. Ширина пляжа — до 150 м. Глубины губы достигают 70 м.
С XX века использовалась как якорная стоянка для судов, хорошо защищена от непогоды и ветров, однако для зимовки она была неудобна, поскольку в суровые зимы у берегов может образовываться ледовый покров. Ледовый режим Лодейной губы начинается в ноябре и продолжается до начала/середины мая. В 1930-е годы на северо-западе губы возник посёлок Лодейное, как аванпорт села Териберка

## Примечание
1. 1 2  Лист карты R-36-107,108 Териберка. Масштаб: 1 : 100 000. Издание 1966 г.
2. ↑  Топонимы Мурмана | Кольские Карты. kolamap.ru. Дата обращения: 24 января 2023. Архивировано 24 января 2023 года.
3. ↑  Териберская губа // Энциклопедический словарь Брокгауза и Ефрона : в 86 т. (82 т. и 4 доп.). — СПб., 1890—1907.
4. ↑  Лодейная, Лодейное, Лодейный // Кольская энциклопедия. В 5 т. — 2008—2016.
5. ↑  Информационный бюллетень о состоянии геологической среды прибрежно-шельфовых зон Баренцева, Белого и Балтийского морей в 2016 г. — СПб.: Картографическая фабрика ВСЕГЕИ, 2017. — С. 7—8. — 117 с.
6. 1 2  Тюкина О. С., Кравец П. П., Деркач С. Р., Ковалева Т. О. Биоэкологические аспекты организации мидиевых хозяйств на восточном Мурмане Баренцева моря // X Национальная научная конференция «ВОДНЫЕ БИОРЕСУРСЫ, АКВАКУЛЬТУРА И ЭКОЛОГИЯ ВОДОЕМОВ». — С. 136—142.
7. ↑  Культурная память Териберки. МАГУ. Дата обращения: 23 июня 2025.